# Armand Puig i Tàrrech
Armand Puig i Tàrrech (la Selva del Camp, 9 de març de 1953), prevere de l'arxidiòcesi de Tarragona i administrador parroquial de la Basílica dels Sants Màrtirs Just i Pastor de Barcelona (des de 2005). Degà-president de la Facultat de Teologia de Catalunya (Barcelona) (2006-2015) i degà-president de la Facultat «Antoni Gaudí» d'Història de l'Església, Arqueologia i Arts Cristianes (2014-2015). Des de 2015 i fins al mes de juny de 2023 fou rector de l'Ateneu Universitari Sant Pacià. És professor de Nou Testament i ha dedicat gran part de la seva investigació als evangelis sinòptics, al Jesús històric, a la literatura apòcrifa neotestamentària, a les Homilies d'Organyà, a les versions bíbliques catalanes medievals i a la Basílica de la Sagrada Família. Director musical de la Representació de l'Assumpció de Madona Santa Maria (Misteri de la Selva, la Selva del Camp, 1980-2012). Coordinador de la traducció ecumènica de la Bíblia al català (1982-1993). Membre de la Ponència segona del Concili Provincial Tarraconense de 1995. Responsable d'organització de l'Atri dels gentils (Barcelona, 2012) i coordinador del Congrés Internacional de Pastoral de les Grans Ciutats (Barcelona, 2014). Consiliari de la Comunitat de Sant'Egidio. Membre del «Studiorum Novi Testamenti Societas». Membre de la Reial Acadèmia de Doctors de Catalunya (2013).
El 5 de juny de 2023 fou nomenat pel Papa Francesc com a president de l'Agència de la Santa Seu per l'Avaluació i la Promoció de la Qualitat de les Universitats i Facultats Eclesiàstiques.